# Mar de las Calmas
El Mar de las Calmas es la zona del litoral sudoeste de isla de El Hierro, Canarias, España, comprendida entre la punta de La Restinga, y el faro de Orchilla. Su nombre se debe a que está resguardo de los vientos Alisios por las laderas de El Julan y de la corriente marina fría de Canarias que llega del Norte, por lo que las aguas son tranquilas y con una temperatura más cálida que la del resto de las islas. En julio de 2024 se inició el proceso para convertirlo en el primer parque nacional exclusivamente marino de España.

## Entorno submarino
En el Mar de Las Calmas las condiciones acerca de los vientos, corrientes y las características geológicas del fondo submarino, hacen que exista un paisaje submarino muy variado y donde prolifera la biodiversidad. Los fondos son rocosos con cuevas y grietas, elevaciones, arcos, grandes rocas volcánicas o fondos recubiertos por arena. Las profundidades son muy grandes, pero la luz consigue llegar hasta zonas del fondo permitiendo la presencia de mantos de algas en rocas. Estas algas son vitales para el ecosistema marino, ya que sirven de alimento de invertebrados, son el principio de la cadena. Por este motivo la zona fue declarada reserva marina.

## Reserva marina del Mar de Las Calmas

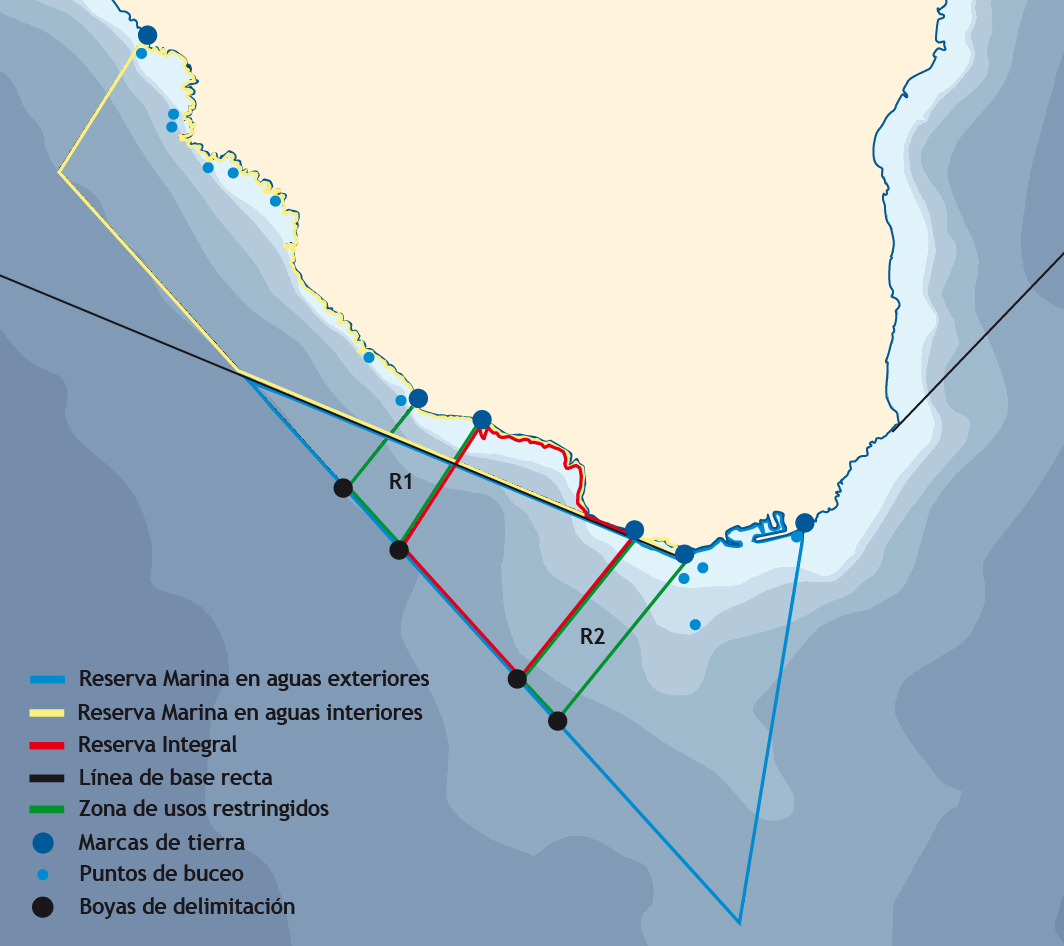
Regiones de la Reserva marina del mar de Las Calmas.

Fue declarada reserva marina en 1996, para proteger y favorecer el desarrollo de recursos pesqueros. Además desde 2011 es una zona especial de conservación dentro de la Red Natura 2000 para asegurar las especies y los hábitats naturales que pueden verse en peligro por actividades humanas. Se establecen distintos niveles de protección:
Reserva integral
Solo pesca profesional de túnidos.
Zona de aguas exteriores
Solo pescas profesionales con liña y buceo autónomo en las zonas R1 y R2 de los flancos. En el resto solo pescas profesionales. 
Zona de aguas interiores
Fuera de la reserva integral en R2 solo pescas profesionales. En el resto pescas profesionales, artesanales con artes y aparejos de la zona, pescas deportivas con caña desde tierra y buceo autónomo.

## Zonas de buceo
El Bajón
El nombre "El Bajón" hace referencia a uno de los más recomendados lugares para bucear en las profundidades del Mar de Las Calmas. Está formado por una pequeña montaña de roca volcánica, sus paredes protegen a los buceadores cuando se presentan las fuertes corrientes submarinas. Así mismo, de la montaña sobresalen dos picos, que miden 6 y 9 metros respectivamente. Además destaca por su desarrollado ecosistema, en el que habitan tanto tiburones ballenas (Rhincodon typus) y mantas diablo (Manta birostris).
El Desierto
Se le denomina así por ser la única gran extensión de arena en el interior de la reserva marina. Por otro lado en su biodiversidad se incluyen bancos de jureles (Trachurus trachurus), peces ballesta (Trachurus trachurus) y anguilas jardineras (Congridae), además de meros como el conocido mero Pancho (Epinephelus marginatus).
El Salto
Se trata de una pared rocosa de unos 20 metros de profundidad en una zona encañonada, donde se encuentra una pequeña cueva con un gran arco de roca donde habitan sobre todo barracudas, meros y tamboriles espinosos. En los meses de junio a octubre algunas hembras de Solrayo desovan en este lugar. Es uno de los pocos lugares del mundo donde se pueden ver y bucear cerca de ellas.
La Cueva del Diablo
Una cueva a muy poca profundidad, con parte del techo caído, por lo que entra luz de manera muy particular. La fauna del lugar se forma de meros, crustáceos, erizos de mar, morenas, peces trompeta, etc.
La Herradura
En esta zona predominan peces autóctonos de la isla: peces trompetas (Aulostomus strigosus), sargos breados (Diplodus sargus sargus), pejeperros (Bodianus scrofa), meros (Epinephelinae), etc. El fondo es muy rocoso, con muchas grietas y arcos basálticos.

## Propuesta de parque nacional
El día 30 de julio de 2024, el Consejo de Ministros, a propuesta del Ministerio para la Transición Ecológica y el Reto Demográfico (MITECO), aprobó la propuesta de declaración del Mar de las Calmas como el primer parque nacional de carácter exclusivamente marino de España.
La zona, agregan, es "muy curiosa y muy conocida" por toda la población local y los pescadores herreños faenan profesionalmente en una actividad que la Ley de Parques Nacionales "considera que puede ser compatible" con la declaración, "siempre que sea realizada con artes artesanales y tradicionales como las que utilizan". Se trata de artes de pesca "muy selectivas y nada impactantes en la biodiversidad, un ejemplo de la sostenibilidad", por lo que "tras varias reuniones con las cofradías de pescadores y los representantes del sector en la isla" se ha considerado que "podrán seguir faenando en el nuevo espacio protegido", concluyen.

## Galería

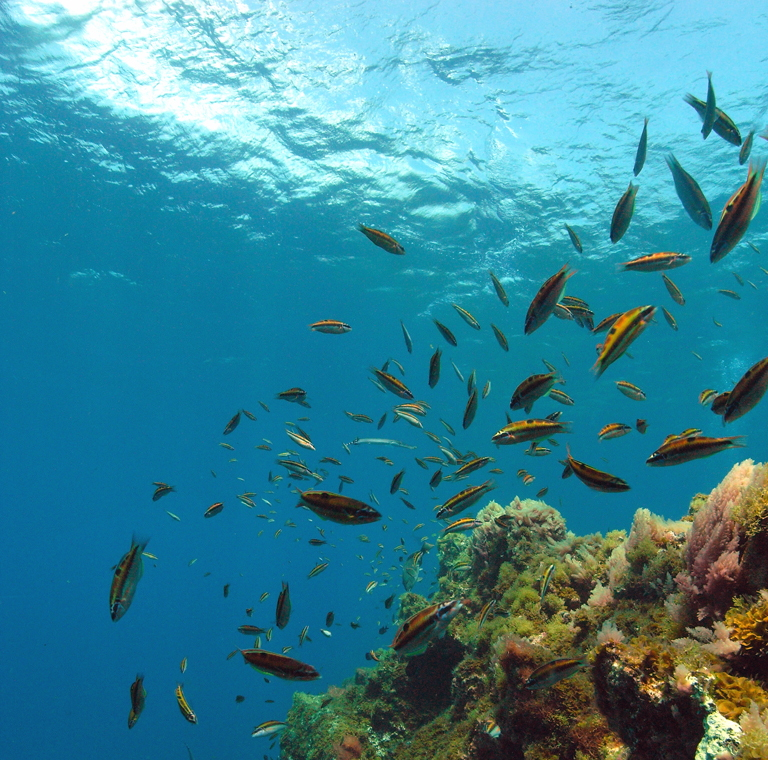
Ecosistema submarino.